# Astragalus radicans
Astragalus radicans är en ärtväxtart som beskrevs av Jens Wilken Hornemann. Astragalus radicans ingår i släktet vedlar, och familjen ärtväxter.

## Underarter
Arten delas in i följande underarter:
- A. r. harshbergeri
- A. r. radicans